# Abattre (marine)

Manœuvre d'un bateau à abattre.

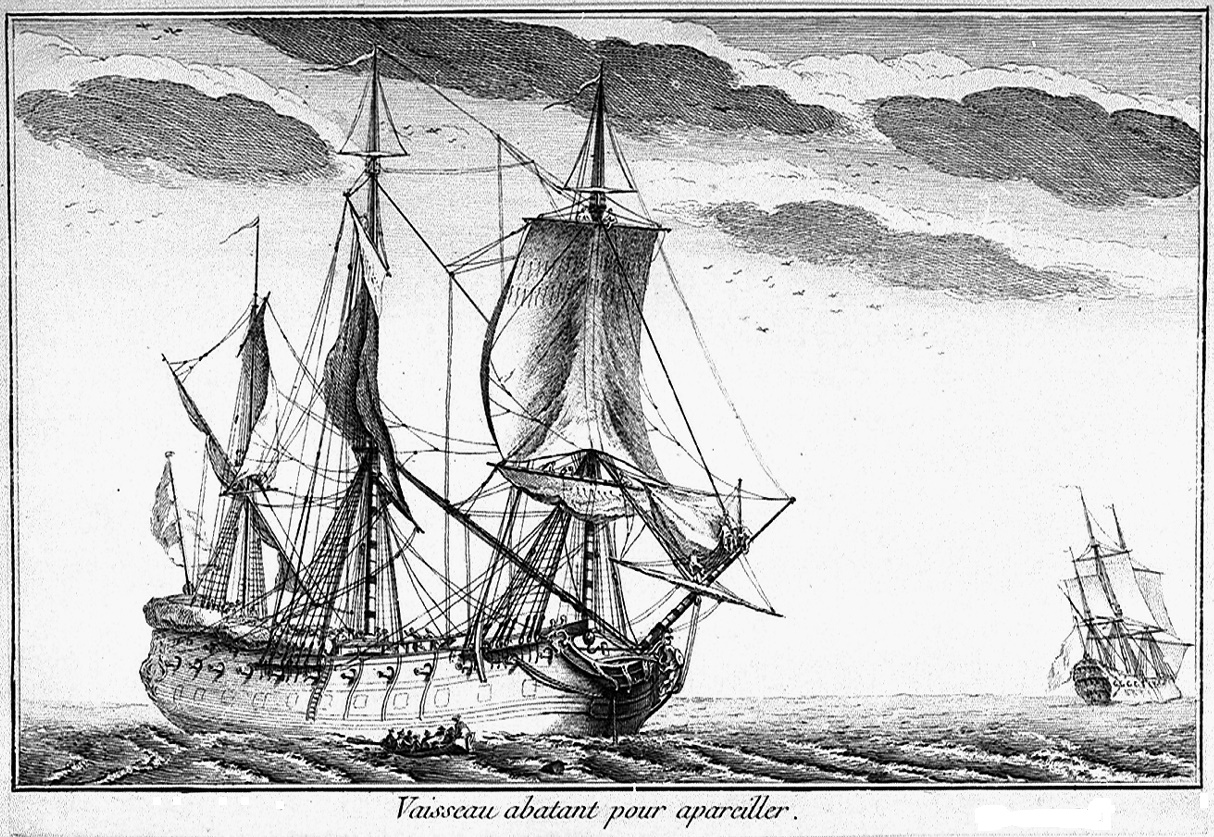
Vaisseau de ligne abattant pour appareiller.

Sur un voilier, abattre c'est manœuvrer le bateau de manière à l'écarter du lit du vent.

## Description
Pour abattre, le barreur (ou le timonier) modifie le cap suivi en agissant sur la barre.
- Comme dans toute manœuvre modifiant l'incidence du vent sur les voiles, il faut en principe régler la voilure en conséquence au fur et à mesure de l'abattée.
- Par vent frais, il peut être nécessaire de choquer au préalable la grand-voile (qui tend à faire loffer le bateau) en s'aidant du foc pour appuyer l'abattée.
- Un voilier peut avoir une tendance naturelle à abattre : on parle de voilier « mou ». Les voiliers modernes ont plutôt la tendance inverse (ils sont « ardents »).

On utilise le terme abattre dans différents contextes :
- pour indiquer un changement de cap : plutôt que d'indiquer un nouveau cap, on peut demander au barreur d'abattre de n degrés
- au près, si le vent refuse, on va abattre pour garder les voiles gonflées. Dans un contexte plus général, on peut demander au barreur d'abattre si le réglage de la voilure n'est plus adapté (du fait d'une rotation du vent) et que celui-ci l'emporte sur le cap suivi.

La manœuvre inverse consiste à loffer.